# Emiliano Zapata, Fresnillo
Emiliano Zapata är en ort i Mexiko.   Den ligger i kommunen Fresnillo och delstaten Zacatecas, i den centrala delen av landet, 600 km nordväst om huvudstaden Mexico City. Emiliano Zapata ligger 2 131 meter över havet och antalet invånare är 383.
Terrängen runt Emiliano Zapata är en högslätt. Runt Emiliano Zapata är det ganska glesbefolkat, med 30 invånare per kvadratkilometer. Närmaste större samhälle är Lázaro Cárdenas, 14,3 km sydväst om Emiliano Zapata. Omgivningarna runt Emiliano Zapata är i huvudsak ett öppet busklandskap.